# Bagliva
La Bagliva o Baliva (da Balivo pubblico ufficiale con autorità su di un determinato territorio) costituiva l'esazione di diritti da parte delle Autorità pubbliche preposte per applicazione di bolli alle bilance, alle stadere e alle caraffe, in base alle unità di misura usate nel luogo.
Tale tassa, non sempre periodica, era associata al controllo da parte della Pubblica Amministrazione degli attrezzi utilizzati per il peso degli aridi, il volume dei liquidi e ciò a salvaguardia dei diritti dei consumatori nei confronti dei venditori e reciprocamente.

## Suddivisioni amministrative
Con Bagliva si intendeva anche una circoscrizione territoriale, e sotto alcuni aspetti, anche amministrativa, che racchiudeva nel suo perimetro due o più Casali contermini, e assumeva il nome del casale principale.